# Puran
Puran (znanstveno ime Meleagris) je rod ptic, ki izvira iz Severne Amerike. Obstajata dve danes živeči vrsti puranov: divji puran (Meleagris gallopavo) iz vzhodne in osrednje Severne Amerike ter pavji puran (Meleagris ocellata) s polotoka Jukatan v Mehiki. Samci obeh vrst puranov imajo značilno golšo. Sodijo med največje ptice v svojem življenjskem okolju. Podobno kot pri številnih velikih pticah, ki se prehranjujejo na tleh (red Galliformes), je samec večji in veliko bolj pisan kot samica.
Najzgodnejši purani so se razvili v Severni Ameriki pred več kot 20 milijoni let. Skupnega prednika si delijo z ruševci, fazani in drugimi vrstami kur. Divji puran je prednik domačega purana, ki so ga udomačili pred približno 2000 leti staroselski prebivalci Amerike. Prav ta udomačeni puran je kasneje med kolumbovsko izmenjavo prišel tudi v Evrazijo.

## Taksonomija
Rod Meleagris je leta 1758 uvedel švedski naravoslovec Carl Linnaeus v deseti izdaji svojega dela Systema Naturae. Ime rodu izvira iz starogrške besede μελεαγρις, meleagris, kar pomeni »pegatka«. Tipska vrsta tega rodu je divji puran (Meleagris gallopavo).
Purane uvrščamo v družino poljske kure (Phasianidae) v red kure (Galliformes).

### Obstoječe vrste
Rod vsebuje dve vrsti.
| Domače ime                               | Znanstveno ime in podvrste | Razširjenost | Velikost in ekologija     | IUCN status in ocenitev populacije |
| ---------------------------------------- | --- | --- | ------------------------- | ---------------------------------- |
| Divji puran in domači puran Samec Samica | Meleagris gallopavo Linnaeus, 1758 Šest podvrst - M. g. silvestris (Vieillot, 1817) - M. g. osceola (Scott, 1890) - M. g. intermedia (Sennett, 1879) - M. g. merriami (Nelson, 1900) - M. g. mexicana (Gould, 1856) - M. g. gallopavo (Linnaeus, 1758) | Gozdovi Severne Amerike, od Mehike (kjer so bili najprej udomačeni v Mezoameriki) preko srednjega zahoda in vzhodnih ZDA ter vse do jugovzhodne Kanade | velikost: Habitat: Hrana: | LC                                 |
| Pavji puran Samec Samica                 | Meleagris ocellata Cuvier, 1820 | Gozdovi Jukatanskega polotoka, Mehika | velikost: Habitat: Hrana: | NT                                 |

### Fosilne vrste
- Meleagris californica kalifornijski puran – južna Kalifornija
- Meleagris crassipes jugozahodni puran – Nova Mehika